# Hyptis lorentziana
Hyptis lorentziana là một loài thực vật có hoa trong họ Hoa môi. Loài này được O.Hoffm. mô tả khoa học đầu tiên năm 1881.